# Shotis puri

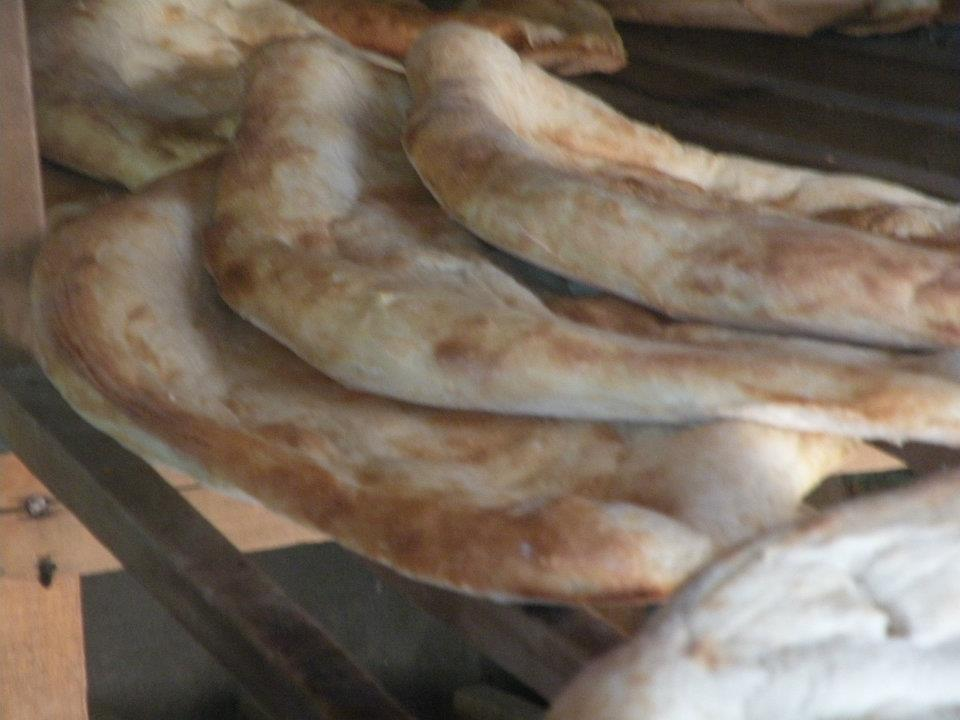
Shotis puri

Shotis puri (შოთის პური, em língua georgiana) é o pão tradicional da Geórgia, normalmente assado nas paredes dum tonê (o equivalente ao tandur da Ásia Central), com a forma duma meia-lua. 
O tonê tradicional era feito de barro e aquecido com lenha, mas recentemente foram desenvolvidos fornos feitos com areia de quartzo, como a que é usada para fazer vidro, enquanto que o interior é coberto com tijolos de barro refratário e o aquecimento é fornecido por um queimador de gás. Na Geórgia, o pão está sempre presente na mesa, por isso existem padarias tradicionais em todas as ruas, para além das industriais. O pão feito à mão e assado em tonê é o preferido.
A massa para o pão é feita com farinha de trigo, sal, levedura e açúcar, amassados com água morna; depois de misturada, a massa fica a levedar, coberta com um pano e uma folha de plástico, até ficar com uma tamanho cerca de 2,5 vezes o tamanho inicial. Depois é cortada em pedaços que são pesados (cada pão deve levar 600 g de massa), tendidos na forma duma salsicha grossa e colocados em grandes bandejas de madeira cobertas com pano; aqui os pães tomam a forma final: achatados no meio, com uma depressão que o padeiro usa para colocar e retirar o pão do forno, e as pontas esticadas.

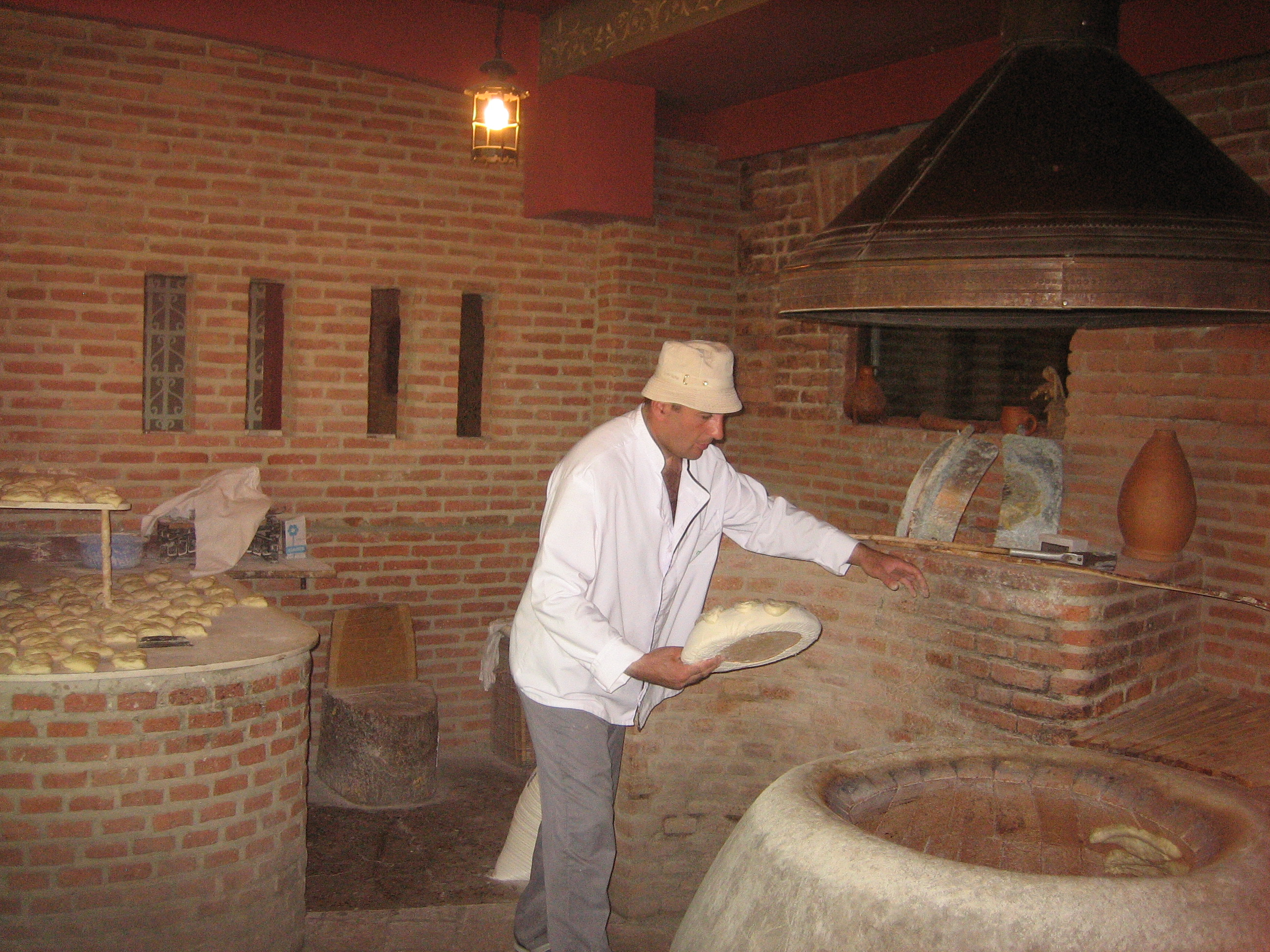
Padaria tradicional em Tbilisi

Os pães-em-massa são colocados numa pequena peça de madeira coberta com pano, chamada “lapati”, que pode levar 4-6 pães, e o padeiro inclina-se para dentro do forno e, com a ajuda da lapati, pressiona o pão contra a parede do forno, para ficar bem agarrado; a operação é repetida até a parede do forno estar coberta de pães, com exceção dos últimos 50 cm, junto do fundo, onde a temperatura é muito alta e iria queimar o pão. Passados 7-8 minutos, o pão fica dourado e tem que ser tirado do forno, usando dois instrumentos: o “kavi” que agarra o pão, e o “safkhki” que se usa para o despegar da parede do forno. Os pães cozidos são colocados em grades de madeira para arrefecer.